# Alexander Salák
Alexander Salák (ur. 5 stycznia 1987 w Strakonicach) – czeski hokeista, reprezentant Czech, olimpijczyk.

## Kariera
- IHC Pisek U18 (2001-2002)
- HC Czeskie Budziejowice U18 (2002-2004)
- HC Czeskie Budziejowice U20 (2004-2006)
  -  HC Strakonice (2006)
  -  HC Tabor (2006)
- Jokipojat (2007-2007)
- TPS (2007-2009)
- Rochester Americans (2009-2010)
  -  Florida Panthers (2009)
- Färjestad BK (2010-2011)
- Rockford IceHogs (2011-2012)
- Färjestads BK (od 2012)
- SKA Sankt Petersburg (2013-2014)
- Sibir Nowosybirsk (2014-2018)
- Łokomotiw Jarosław (2018-2019)
- Dinamo Ryga (2019-2020)
- Sparta Praga (2020-)

Wychowanek IHC Pisek. W latach 2009–2010 i 2011-2012 występował w dwóch klubach amerykańskich z ligi AHL. Ponadto w 2009 roku zagrał dwa mecze w lidze NHL w barwach Florida Panthers. W międzyczasie od sierpnia 2010 roku zawodnik szwedzkiego klubu Färjestads BK (na zasadzie wypożyczenia), w którym występował w sezonie 2010/2011. Od lutego 2011 do sierpnia 2012 roku prawa do zawodnika posiadał klub Chicago Blackhawks. Od czerwca 2012 roku ponownie zawodnik Färjestads BK, związany dwuletnim kontraktem. Od 1 maja 2013 został zawodnikiem rosyjskiego klubu SKA Sankt Petersburg. Od grudnia 2014 zawodnik Sibiru Nowosybirsk (w toku wymiany za bramkarza Mikko Koskinena). W maju 2018 został zawodnikiem Łokomotiwu Jarosław. W trakcie kolejnego sezonu KHL (2019/2020) na początku października 2019 został zawodnikiem Dinama Ryga. Pod koniec grudnia 2020 został zawodnikiem Sparty Praga.
W barwach Czech początkowo występował tylko w meczach turniejów Euro Hockey Tour. Uczestniczył w turniejach mistrzostw świata w 2013, 2014, 2015 oraz zimowych igrzysk olimpijskich 2014.

## Sukcesy

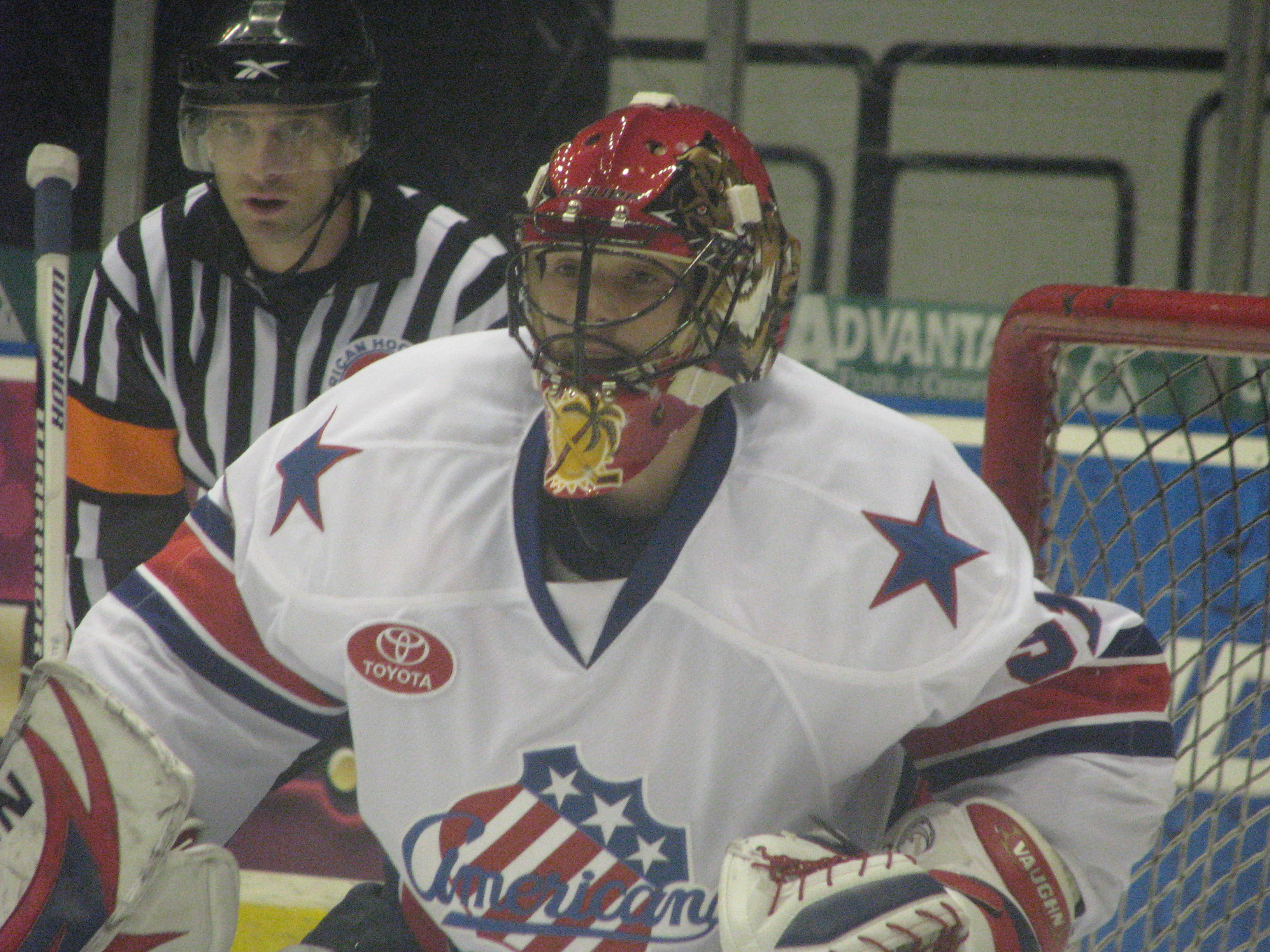
Alexander Salák w barwach Rochester Americans (2009)

Klubowe
- Złoty medal mistrzostw Szwecji: 2011
- Mistrzostwo Dywizji Czernyszowa w KHL: 2015 z Sibirem Nowosybirsk[10]

Indywidualne
- Oddset Hockey Games 2013:
  - Najlepszy bramkarz turnieju
  - Skład gwiazd turnieju
- Elitserien (2012/2013):
  - Pierwsze miejsce w klasyfikacji średniej goli straconych na mecz: 1,61
- KHL (2013/2014):
  - Najlepszy bramkarz miesiąca – listopad 2013
- Channel One Cup 2013:
  - Pierwsze miejsce w klasyfikacji skuteczności interwencji w turnieju: 96.92%
  - Pierwsze miejsce w klasyfikacji średniej goli straconych na mecz w turnieju: 0,96
  - Najlepszy bramkarz turnieju
- KHL (2013/2014):
  - Drugie miejsce w klasyfikacji skuteczności interwencji w fazie play-off: 94,0%
  - Piąte miejsce w klasyfikacji średniej goli straconych na mecz w fazie play-off: 1,93
  - Drugie miejsce w klasyfikacji meczów bez straty gola w fazie play-off: 2
- KHL (2014/2015):
  - Drugie miejsce w klasyfikacji średniej goli straconych na mecz w fazie play-off: 1,57
  - Drugie miejsce w klasyfikacji skuteczności interwencji w fazie play-off: 94,3%
- KHL (2015/2016):
  - Najlepszy bramkarz miesiąca – listopad 2015[11]
  - Trzecie miejsce w klasyfikacji skuteczności interwencji w sezonie zasadniczym: 93,8%
  - Czwarte miejsce w klasyfikacji skuteczności interwencji w fazie play-off: 94,2%
  - Piąte miejsce w klasyfikacji średniej goli straconych na mecz w fazie play-off: 1,83
  - Piąte miejsce w klasyfikacji meczów bez straty gola w fazie play-off: 2